# Proprioseiopsis grovesae
Proprioseiopsis grovesae är en spindeldjursart som först beskrevs av Chant 1959.  Proprioseiopsis grovesae ingår i släktet Proprioseiopsis och familjen Phytoseiidae. Inga underarter finns listade i Catalogue of Life.